# Die Unbestechliche
Die Unbestechliche ist eine deutsche achtteilige Familienserie von 1998 mit Maja Maranow in der Hauptrolle. 

## Inhalt
Die alleinerziehende Sylvia Brant sucht nach dem Tod ihres Lebensgefährten Ablenkung in ihrer Tätigkeit als Gerichtsreporterin. Unterstützung und Hilfe erfährt sie bei ihrer Arbeit von ihrem Rechtsanwaltkollegen Thomas Rönnfeld. Gemeinsam mit ihrer Tochter Katrin lebt Brant bei dem Vater ihres verstorbenen Lebensgefährten.

## Trivia
1999 untersagte das Landgericht Hamburg die Wiederholung der siebten Folge Reine Routine. Diese verarbeitete den 15 Jahre zurückliegenden Fall eines Chirurgen, der seine Patienten unsachgerecht behandelte und welche später von der Gesundheitsbehörde Entschädigungen bekamen. Eines der Opfer, das in Reine Routine als hysterische Betrügerin dargestellt wurde, sah sein Persönlichkeitsrecht verletzt und klagte.